# Morti nel 1985/Dicembre
| Questa pagina contiene informazioni ricavate automaticamente dalle voci biografiche con l'ausilio del template Bio e di un bot. L'aggiornamento è periodico e automatico e ricostruisce completamente la pagina. Se manca una persona in questa lista, sei pregato di non aggiungerla, ma accertati piuttosto che la sua voce biografica contenga il template Bio e che i dati anagrafici siano correttamente compilati. Se il template Bio manca, inseriscilo tu stesso o, in alternativa, metti l'avviso {{tmp\|Bio}} che ne segnala la mancanza. Se i dati riportati sono sbagliati, correggi direttamente la voce biografica; le modifiche saranno visibili in questa lista entro pochi giorni. Per chiarimenti vedi il progetto biografie. La lista contiene solo le 105 persone che sono citate nell'enciclopedia e per le quali è stato implementato correttamente il template Bio. Pagina aggiornata al 3 mar 2024. |

- 1º dicembre - Kenshiro Abbe, artista marziale giapponese (n. 1915)
- 1º dicembre - Agustí Centelles i Ossó, fotoreporter spagnolo (n. 1909)
- 1º dicembre - M'hamed Issiakhem, pittore algerino (n. 1928)
- 1º dicembre - Harry Morris, calciatore inglese (n. 1897)
- 1º dicembre - Harijs Pīkols, calciatore lettone (n. 1902)
- 1º dicembre - Don Stoker, allenatore di calcio e calciatore inglese (n. 1922)
- 1º dicembre - Christy Walsh, cestista irlandese (n. 1920)
- 2 dicembre - Italo Briano, editore, pubblicista e divulgatore scientifico italiano (n. 1901)
- 2 dicembre - Aniello Dellacroce, mafioso statunitense (n. 1914)
- 2 dicembre - Alexandru Frim, bobbista rumeno (n. 1908)
- 2 dicembre - Heinz Hoffmann, politico e generale tedesco-orientale (n. 1910)
- 2 dicembre - Philip Larkin, scrittore, poeta e critico musicale britannico (n. 1922)
- 2 dicembre - Irineo Leguisamo, fantino uruguaiano (n. 1903)
- 2 dicembre - Guido Melli, patologo e immunologo italiano (n. 1900)
- 3 dicembre - Larry Wayne Chaffin, militare statunitense (n. 1946)
- 3 dicembre - Henry Martin Kleemann, aviatore statunitense (n. 1943)
- 3 dicembre - Miloslav Kodl, cestista cecoslovacco (n. 1928)
- 3 dicembre - Giovanni Porta, partigiano e politico italiano (n. 1909)
- 3 dicembre - Conolly Abel Smith, ammiraglio inglese (n. 1899)
- 3 dicembre - James Athanasius Weisheipl, presbitero, filosofo e scrittore statunitense (n. 1923)
- 4 dicembre - Dina De Santis, attrice cinematografica italiana (n. 1943)
- 4 dicembre - Roger Leenhardt, regista, attore e produttore cinematografico francese (n. 1903)
- 5 dicembre - Oreste Capuzzo, ginnasta italiano (n. 1908)
- 5 dicembre - Enrico Endrich, politico e avvocato italiano (n. 1899)
- 5 dicembre - Loris Fortuna, politico e partigiano italiano (n. 1924)
- 6 dicembre - Slobodan Anđelković, calciatore jugoslavo (n. 1913)
- 6 dicembre - Burleigh Grimes, giocatore di baseball e allenatore di baseball statunitense (n. 1893)
- 6 dicembre - Denis de Rougemont, scrittore, filosofo e saggista svizzero (n. 1906)
- 7 dicembre - Carroll Thomas Dozier, vescovo cattolico statunitense (n. 1911)
- 7 dicembre - Robert Graves, poeta, saggista e romanziere britannico (n. 1895)
- 7 dicembre - Potter Stewart, giudice statunitense (n. 1915)
- 8 dicembre - Ermenegildo Florit, cardinale e arcivescovo cattolico italiano (n. 1901)
- 8 dicembre - Johnny Wilson, pugile statunitense (n. 1893)
- 9 dicembre - Calvin Jackson, pianista e compositore statunitense (n. 1919)
- 9 dicembre - Federico Riu, filosofo venezuelano (n. 1925)
- 9 dicembre - Victor Vicas, regista e sceneggiatore francese (n. 1918)
- 9 dicembre - Jean Ache, fumettista, pittore e illustratore francese (n. 1923)
- 10 dicembre - Zacharie Tshimanga Wa Tshibangu, storico e scrittore della Repubblica Democratica del Congo (n. 1941)
- 11 dicembre - Giovanni Battista Bonino, chimico italiano (n. 1899)
- 12 dicembre - Anne Baxter, attrice statunitense (n. 1923)
- 12 dicembre - Josef Hornauer, calciatore tedesco (n. 1908)
- 12 dicembre - Phil Karlson, regista statunitense (n. 1908)
- 12 dicembre - Ian Stewart, musicista britannico (n. 1938)
- 13 dicembre - Margaret Livingston, attrice statunitense (n. 1900)
- 13 dicembre - Oscar Montañés, calciatore argentino (n. 1912)
- 14 dicembre - Italo De Tuddo, sceneggiatore italiano (n. 1916)
- 14 dicembre - Roger Maris, giocatore di baseball statunitense (n. 1934)
- 15 dicembre - István Oláh, generale e politico ungherese (n. 1926)
- 15 dicembre - Alessandro Passerin d'Entrèves, filosofo, storico e partigiano italiano (n. 1902)
- 15 dicembre - Francesco Pernigo, calciatore italiano (n. 1918)
- 15 dicembre - Livia Pirocchi Tonolli, biologa italiana (n. 1909)
- 15 dicembre - Seewoosagur Ramgoolam, politico mauriziano (n. 1900)
- 15 dicembre - Carlos P. Rómulo, diplomatico, politico e generale filippino (n. 1898)
- 16 dicembre - Enrico Ardù, partigiano e giornalista italiano (n. 1914)
- 16 dicembre - Adriano Barbano, regista italiano (n. 1926)
- 16 dicembre - Paul Castellano, mafioso statunitense (n. 1915)
- 16 dicembre - Pavel Mahrer, calciatore cecoslovacco (n. 1900)
- 18 dicembre - Josef Klapuch, lottatore cecoslovacco (n. 1906)
- 19 dicembre - Bruno Calvani, scultore e pittore italiano (n. 1904)
- 20 dicembre - Angelo Arcari, calciatore e allenatore di calcio italiano (n. 1907)
- 20 dicembre - Luigi Cresta, calciatore italiano (n. 1910)
- 20 dicembre - Joseph Hasler, vescovo cattolico svizzero (n. 1900)
- 20 dicembre - Coral McInnes Buttsworth, tennista australiana (n. 1900)
- 20 dicembre - Giovanni Sissa, partigiano italiano (n. 1909)
- 21 dicembre - Max Massimino Garnier, sceneggiatore e regista italiano (n. 1924)
- 22 dicembre - Marco Angeli, medico e politico italiano (n. 1902)
- 22 dicembre - D. Boon, cantante, compositore e chitarrista statunitense (n. 1958)
- 22 dicembre - Osvaldo Farrés, compositore cubano (n. 1902)
- 22 dicembre - Ignace Jay Gelb, archeologo statunitense (n. 1907)
- 22 dicembre - Lawrence Hauben, sceneggiatore e attore statunitense (n. 1931)
- 23 dicembre - Bill Henry, cestista statunitense (n. 1924)
- 23 dicembre - Gina Kaus, scrittrice e sceneggiatrice austriaca (n. 1893)
- 23 dicembre - Giovanna Scotto, attrice e doppiatrice italiana (n. 1895)
- 24 dicembre - Ferhat Abbas, politico algerino (n. 1899)
- 24 dicembre - Bira, pilota automobilistico, velista e scultore thailandese (n. 1914)
- 24 dicembre - Biagio Marin, poeta e scrittore italiano (n. 1891)
- 24 dicembre - Marcel Nowak, calciatore francese (n. 1934)
- 24 dicembre - Alfred Pauletto, pittore, disegnatore e illustratore svizzero (n. 1927)
- 24 dicembre - Erich Schaedler, calciatore scozzese (n. 1949)
- 24 dicembre - Tarzan Tyler, wrestler canadese (n. 1927)
- 24 dicembre - Demetrio Vallejo, attivista e politico messicano (n. 1906)
- 25 dicembre - Ferdinand Adams, calciatore belga (n. 1903)
- 25 dicembre - Domenico Arcudi, politico italiano (n. 1909)
- 25 dicembre - Friedrich Becker, astronomo tedesco (n. 1900)
- 25 dicembre - Joe Oriolo, animatore e fumettista statunitense (n. 1913)
- 26 dicembre - François Châtelet, filosofo francese (n. 1925)
- 26 dicembre - Dian Fossey, zoologa statunitense (n. 1932)
- 26 dicembre - Cinzio Scagliotti, calciatore e allenatore di calcio italiano (n. 1911)
- 26 dicembre - Lionel White, scrittore e giornalista statunitense (n. 1905)
- 27 dicembre - Matteo Gaudioso, scrittore, storico e politico italiano (n. 1892)
- 27 dicembre - Harry Hopman, tennista e allenatore di tennis australiano (n. 1906)
- 27 dicembre - Jean Rondeau, pilota automobilistico francese (n. 1946)
- 27 dicembre - Harold Whitlock, marciatore britannico (n. 1903)
- 28 dicembre - Nicolò Barbini, incisore italiano (n. 1903)
- 28 dicembre - Roberto Bertea, attore e doppiatore italiano (n. 1922)
- 28 dicembre - Renato Castellani, regista e sceneggiatore italiano (n. 1913)
- 28 dicembre - Josef Lense, fisico austriaco (n. 1890)
- 28 dicembre - Henry Winneke, giudice e politico australiano (n. 1908)
- 29 dicembre - Gaspare Bavetta, politico italiano (n. 1913)
- 29 dicembre - Léon Schumacher, calciatore lussemburghese (n. 1918)
- 31 dicembre - Lucia Catullo, attrice e doppiatrice italiana (n. 1927)
- 31 dicembre - Sllave Llambi, allenatore di calcio e calciatore albanese (n. 1919)
- 31 dicembre - Ricky Nelson, cantante e attore statunitense (n. 1940)
- 31 dicembre - Sam Spiegel, produttore cinematografico austro-ungarico (n. 1901)
- 31 dicembre - Jocelyn Toynbee, archeologa, numismatica e storica dell'arte britannica (n. 1897)